# Cerkev sv. Petra, Črna pri Kamniku
Cerkev sv. Petra nad Črno pri Kamniku je podružnična cerkev Župnije Kamnik.
Cerkev stoji nekoliko više nad cerkvijo sv. Primoža in Felicijana ter nad renesančno osmerokotno Marijino kapelo. Njeno dograditev časovno uvrščajo v zadnjo tretjino 15. stoletja, a nekateri (Emilijan Cevc) opozarjajo, da gre lahko pri njej še za romansko poreklo. Stavba ima en majhen zvonik. Tristrano zaključen prezbiterij s talnim zidcem ima rebrast obok s kamnoseškimi elementi iz druge polovice 15. stol.
Pravokotno ladjo, ki je brez talnega zidca, pokriva raven, lesen, poznogotsko poslikan strop iz obdobja 1470–1480, najstarejši in najlepši primerek te vrste v Sloveniji.  Stropne deske tečejo vzdolžno in s tem poudarjajo usmerjenost proti oltarju. Vsa stropna površina je prekrita z raznolikimi šabloniranimi vitično-rozetnimi vzorci.
Cerkev se ponaša s tremi zlatimi oltarji iz 17. stoletja. 
- tristrano zaključen prezbiterij s talnim zidcem
- notranjost cerkvene ladje
- značilni damastni vzorec na stropu ladje